# Én, a halhatatlan: 2180. Kirajzás
Az Én, a halhatatlan: 2180. Kirajzás Brandon Hackett sci-fi novellája, mely a Nemes István (szerk.): Én, a halhatatlan antológiában jelent meg 2002-ben. Az alkotást 2003-ban Zsoldos Péter-díjjal jutalmazták.
A novellaciklus részei:
1. Én, a halhatatlan: 2055. Újjászületés
2. Én, a halhatatlan: 2069. A hatalom kísértése
3. Én, a halhatatlan: 2180. Kirajzás
4. Én, a halhatatlan: 2406. Találkozás
5. Én, a halhatatlan: 2871. Az öröklét nyomában[1]

## Történet
Marcus Barbess 2019-ben született, 2055-ben vált halhatatlanná, a történtek idejében már 115 év telt el azóta. A titokzatos idegen faj, a Vándorok által halhatatlanná tett férfi Marc Barthez álnéven a saját cége (UNIVERSE) biztonsági alakulatának (UBA) parancsnokaként megtudja, hogy az érdekeltségi körükbe tartozó távoli bolygón, a Procyon kolónián egy vérfürdőbe torkolló lázadás tört ki. Megbízatást kap arra, hogy rendet teremtsen. A helyszínen derül ki a számára, hogy a lázadás vezetőjének, George Athonellnek birtokában van egy idegen szuperfegyver, amivel harcképtelenné tudja tenni az őket megtámadó űrhajókat, csapásmérő erőket. A bolygón Marcus találkozik a gyermekeivel is, akiket kiskorukban látott utoljára. A fia, Ray, a lázadók vezetőjének bizalmi embere – aki ikertestvérével együtt – régóta neheztel az apjára, amiért az magukra hagyta egykor őket.

## Szereplők
- Marcus Barbess; Marc Barthez néven, parancsnok
- Michelle Volange, személyi titkár
- Richard Williamson, az UNIVERSE vezérigazgatója
- Anette Holbrook, a Gladiátor csillaghajó kapitánya
- Richard O'Connor ezredes
- George Athonell, a lázadók vezetője
- Gerrard, Athonell helyettese
- Trekka, Rhellu és Duttho: procyoni őslakók
- Torganov és Stewart őrmester; UBA–divíziósok
- Tisha és Raymond, Marcus gyermekei